# Lijst van rijksmonumenten in Aalsmeer (gemeente)
De gemeente Aalsmeer telt 36 inschrijvingen in het rijksmonumentenregister. Hieronder een overzicht. 

## Aalsmeer
De plaats Aalsmeer telt 34 inschrijvingen in het rijksmonumentenregister. Zie Lijst van rijksmonumenten in Aalsmeer (plaats) voor een overzicht.

## Calslagen
De plaats Calslagen telt 1 inschrijving in het rijksmonumentenregister.
| Object            | Oorspronkelijke functie?  | Bouwjaar | Architect | Locatie  | Coördinaten?                 | Nr.? | Afbeelding        |
| ----------------- | ------------------------- | -------- | --------- | -------- | ---------------------------- | ---- | ----------------- |
| Kerkhof Calslagen | Begraafplaats en -onderdl | 17e eeuw |           | Herenweg | 52° 14' 2" NB, 4° 43' 57" OL | 6842 | Meer afbeeldingen |

## Kudelstaart
De plaats Kudelstaart telt 1 inschrijving in het rijksmonumentenregister.
| Object                                                              | Oorspronkelijke functie?                                | Bouwjaar | Architect | Locatie             | Coördinaten?                  | Nr.? | Afbeelding        |
| ------------------------------------------------------------------- | ------------------------------------------------------- | -------- | --------- | ------------------- | ----------------------------- | ---- | ----------------- |
| Fort bij Kudelstaart/Vrouwentroost: fort met grachten en aardwerken | Fort, vesting (onderdeel van de Stelling van Amsterdam) |          |           | Kudelstaartseweg 96 | 52° 14' 53" NB, 4° 45' 28" OL | 6843 | Meer afbeeldingen |

Aalsmeer ·
Alkmaar ·
Amstelveen ·
Amsterdam ·
Bergen ·
Beverwijk ·
Blaricum ·
Bloemendaal ·
Castricum ·
Den Helder ·
Diemen ·
Dijk en Waard ·
Drechterland ·
Edam-Volendam ·
Enkhuizen ·
Gooise Meren ·
Haarlem ·
Haarlemmermeer ·
Heemskerk ·
Heemstede ·
Heiloo ·
Hilversum ·
Hollands Kroon ·
Hoorn ·
Huizen ·
Koggenland ·
Landsmeer ·
Laren ·
Medemblik ·
Oostzaan ·
Opmeer ·
Ouder-Amstel ·
Purmerend ·
Schagen ·
Stede Broec ·
Texel ·
Uitgeest ·
Uithoorn ·
Velsen ·
Waterland ·
Wijdemeren ·
Wormerland ·
Zaanstad ·
Zandvoort